# Stormen på Frederiksstad
Stormen på Frederiksstad var Treårskrigens sidste større slag. Efter Slaget på Isted Hede trak de slesvig-holstenske oprørere sig tilbage til Rendsborg i Holsten. Herfra angreb de danskerne med det formål at trække de danske tropper ind i Holsten (som var medlem af Det Tyske Forbund) og dermed inddrage de tyske stater i Treårskrigen igen. Det førte til to voldsomme slag ved først Mysunde, og herefter ved Frederiksstad.

## Baggrund
Efter slaget ved Isted den 25. juli 1850, blev der i august 1850 sendt en dansk brigade til Frederiksstad og kommandoen blev givet til Hans Helgesen på grund af hans kendskab til egnen. Hans stabschef, kaptajn Anton Hoffmann, var tilmed født i Frederiksstad, og var ligeledes nøje kendt med marskens ejendommeligheder og naturforhold. Slesvig-Holstenerne havde forskanset Frederiksstad og besat forsvarsværkerne, som dog blev taget ved et stormløb. For sin indsats blev Hans Helgesen belønnet med udnævnelse til kommandant i byen, som han også bosatte sig i og forberedte på den efterfølgende Slesvig-Holstenske belejring. Denne belejring indledtes den 29. september og varede herefter til den 4. oktober 1850.

## Stormen
Den 29. september 1850 klokken 08:30 indledte Slesvig-Holstenerne et større bombardement af Frederiksstad, der nu var befæstet af danske tropper. Efter fem dages beskydning af den 1600 mand store danske styrke gik slesvig-holstenerne, den 4. oktober 1850, til angreb med en styrke på 5000 mand. Kampen varede hele natten, men om morgenen måtte slesvig-holstenerne trække sig tilbage. Den danske hær mistede under kampene i alt 335 mand og den slesvig-holstenske mistede 720. Under bombardementet blev det meste af byen skudt i brand. Både rådhuset og Remonstrantkirken ødelagdes under bombardementet.

Ved den lutherske kirke i Frederiksstad er der rejst et granitmonument for de 53 danske soldater, der faldt under bombardementet af Frederiksstad i oktober 1850.

## Fakta
Frederiksstads danske skole er opkaldt efter Hans Helgesen.

## Eksterne links
1. ↑  https://www.graenseforeningen.dk/node/4044
2. ↑  Hans Helgesen
3. ↑  http://www.arma-dania.dk/public/historie/perioder_view.php?editid1=80 (Webside+ikke+længere+tilgængelig)

- Danske Krigergrave og Mindesmærker i Sydslesvig Arkiveret 19. april 2012 hos  Wayback Machine